# Rio Pitinga (rio do Pará)
O rio Pitinga é um curso de água que banha o estado  do Pará, no Brasil. É afluente do rio Nhamundá (margem esquerda).